# Riculiflata perpusilla
Riculiflata perpusilla är en insektsart som först beskrevs av Walker 1851.  Riculiflata perpusilla ingår i släktet Riculiflata och familjen Flatidae. Inga underarter finns listade i Catalogue of Life.